# هیس (اوهایو)
هیس(به انگلیسی: Heath) شهری در ایالت اوهایو کشور ایالات متحده آمریکا است که جمعیت آن در سرشماری سال ۲۰۱۰ میلادی، ۱۰٬۳۱۰ نفر بوده‌است.